# Giải quần vợt Wimbledon 1887 - Đơn nữ
Lottie Dod đánh bại Edith Cole 6–2, 6–3 trong All Comers' Final, và sau đó đánh bại đương kim vô địch Blanche Bingley 6–2, 6–0 trong Challenge Round để giành chức vô địch Đơn nữ tại Giải quần vợt Wimbledon 1887.

## Kết quả

### Từ viết tắt
| - Q = Vòng loại - WC = Đặc cách - LL = Thua cuộc may mắn - Alt = Thay thế - SE = Miễn đặc biệt | - PR = Bảo toàn thứ hạng - w/o = Thắng nhờ đối thủ rút lui trước trận đấu - r = Bỏ cuộc giữa trận đấu - d = Bị xử thua - SR = Xếp hạng đặc biệt |

### Challenge round
|  | Challenge Round |                 |   |   |  |  |
|  |                 |                 |   |   |  |  |
|  | Lottie Dod      | Lottie Dod      | 6 | 6 |  |  |
|  | Lottie Dod      | Lottie Dod      | 6 | 6 |  |  |
|  | Blanche Bingley | Blanche Bingley | 2 | 0 |  |  |

### All Comers'
|  | Tứ kết       | Tứ kết       | Tứ kết | Tứ kết | Tứ kết |  |  | Bán kết    | Bán kết    | Bán kết    | Bán kết    | Bán kết |   |  | Chung kết  | Chung kết  | Chung kết | Chung kết | Chung kết |  |
|  |              |              |        |        |        |  |  |            |            |            |            |         |   |  |            |            |           |           |           |  |
|  |              |              |        |        |        |  |  | Lottie Dod | Lottie Dod | 6          | 6          |         |   |  |            |            |           |           |           |  |
|  | B James      | B James      | 8      | 6      |        |  |  | B James    | B James    | 1          | 1          |         |   |  |            |            |           |           |           |  |
|  | Maud Shackle | Maud Shackle | 6      | 2      |        |  |  |            |            |            |            |         |   |  | Lottie Dod | Lottie Dod | 6         | 6         |           |  |
|  |              |              |        |        |        |  |  |            |            | Edith Cole | Edith Cole | 2       | 3 |  |            |            |           |           |           |  |
|  |              |              |        |        |        |  |  | Edith Cole | Edith Cole | 6          | 6          |         |   |  |            |            |           |           |           |  |
|  |              |              |        |        |        |  |  | J Shackle  | J Shackle  | 4          | 1          |         |   |  |            |            |           |           |           |  |